# Dominik Dratwa
Dominik Dratwa (ur. 3 sierpnia 1889 w Milejowie, zm. 4 lipca 1941 w KL Auschwitz) – polski pedagog, działacz społeczny i samorządowy, polityk, poseł na Sejm II, III i IV kadencji w II RP.

## Życiorys
Ukończył gimnazjum i kursy nauczycielskie w Piotrkowie Trybunalskim. W czasach szkolnych działał w kołach niepodległościowych.
Zostawszy nauczycielem i kierownikiem szkoły powszechnej w Wolborzu prowadził działalność uświadamiającą wśród młodzieży wiejskiej, organizował ruch spółdzielczy i straże pożarne. Założył pierwszą organizację młodzieży wiejskiej w powiecie piotrkowskim, brzezińskim i rawskim. Podczas I wojny światowej werbował ochotników do Legionów Polskich w Wolborzu. Od 1918 roku pracował jako inspektor samorządu gminnego w powiecie piotrkowskim. Pełnił funkcje: prezesa oddziału Związku Pracowników Samorządowych RP, Centralnego Związku Młodzieży Wiejskiej „Siew”, członka Rady Nadzorczej Związku Spożywców, Spółdzielni „Praca”, Związku Kółek Rolniczych w powiecie piotrkowskim. Przez 10 lat był prezesem Związku Pracowników Samorządów Powiatowych RP.
Od 1929 roku był współzałożycielem i kierownikiem grupy BBWR województwa łódzkiego, od 1933 roku był członkiem elitarnego Warszawskiego Klubu Społeczno-Politycznego. 
W latach 1922–1927 był zastępcą posła z listy nr 1 w okręgu wyborczym 18 (Piotrków). W wyborach parlamentarnych w 1928 roku został posłem na Sejm II kadencji (1928–1930) z listy nr 1 (BBWR) z okręgu nr 18 (powiat piotrkowski). Należał do klubu BBWR i pracował w komisjach administracyjnej i rolnej.
W wyborach parlamentarnych w 1930 roku został ponownie posłem na Sejm III kadencji (1930–1935) z listy nr 1 (BBWR) z okręgu nr 18 (powiat piotrkowski). Należał do klubu BBWR i pracował w komisji administracyjnej.
W wyborach parlamentarnych w 1935 roku został wybrany posłem na Sejm IV kadencji (1935–1938) 41 952 głosami z listy państwowej z okręgu nr 23, obejmującej powiaty: radomszczański i wieluński. Pracował w komisji administracyjno-samorządowej.
Po wybuchu II wojny światowej 1 listopada 1939 roku został aresztowany przez Gestapo w Piotrkowie. 1 lipca 1940 wywieziony do obozu koncentracyjnego w Sachsenhausen, następnie 5/6 września 1940 roku przewieziono go do Dachau, a 13 grudnia 1940 roku do Auschwitz-Birkenau, gdzie zginął 4 lipca 1941 roku. 

## Życie prywatne
Był synem Józefa i Anny z domu Gumiennej. 
Ożenił się 31 lipca 1912 roku z Kazimierą Rytych.
Cierpiał na padaczkę.